# 汉斯·多夫纳
汉斯·多夫纳（德語：Hans Dorfner，1965年7月3日—），德国前男子足球运动员，场上位置是中场。他曾代表西德国家队参加1988年欧洲足球锦标赛，结果队伍止步半决赛。